# Mary Halvorson
Mary Halvorson (Brookline (Massachusetts), 16 oktober 1980) is een Amerikaanse jazzgitariste van de avant-garde jazz.

## Biografie
Halvorson begon haar muzikale opleiding op viool, maar raakte geboeid door het idee om gitaar te spelen, nadat ze Jimi Hendrix had ontdekt. Ze leerde voor het eerst elektrische gitaar op 11-jarige leeftijd in de zevende klas. Haar eerste gitaarleraar was Issi Rozen.
Ze schreef zich aanvankelijk in bij de Wesleyan University om biologie te studeren, maar stopte met haar toekomstige major nadat ze een van de muzieklessen van saxofonist Anthony Braxton had gevolgd. Ze maakte snel contact met hem en hij moedigde haar sterk aan om haar eigen uitdrukking op gitaar te vinden.
Halvorsons opname Dragon's Head uit 2008 was als leider van een trio met bassist John Hébert en drummer Ches Smith. Haar latere album Saturn Sings bevatte saxofonist Jon Irabagon en trompettist Jonathan Finlayson. In 2012 speelde ze met trompettist Peter Evans en drummer Weasel Walter op het trio-album Mechanical Malfunction.
In 2013 nam het trio van Halvorson, bassist Michael Formanek en drummer Tomas Fujiwara de eerste van verschillende albums op onder de naam Thumbscrew. NPR noemde Halvorsons soloalbum uit 2015 Meltframe 'category-exploding' en de Jazz Critics Poll uit 2015 noemde de plaat de 7e-beste van het jaar.
Haar album Away With You bevat pedalsteel-speelster Susan Alcorn, cellist Tomeka Reid en saxofonist Ingrid Laubrock. Het album Code Girl was Halvorsons eerste poging om teksten te schrijven voor haar originele werken, gezongen door Amirtha Kidambi en geïnspireerd door de songwriting van Robert Wyatt en Elliott Smith. Op het album staan ook drummer Tomas Fujiwara, bassist Michael Formanek en trompettist Ambrose Akinmusire. Het album kreeg een 8,1 waardering van een Pitchfork recensie, waarin werd uitgelegd: Het plezier van dit soort tekst komt voort uit de manier waarop het uitnodigt tot actief luisteren als interpretatiemiddel. Code Girl is vernoemd naar een onvoorbereide opmerking van Braxton, die de uitdrukking gebruikte in een gesprek tijdens een Europese tournee met Halvorson. Later besloot ze de zin als albumtitel te gebruiken, want op dat moment had ze veel songteksten geschreven en ze leken een beetje gecodeerd en vreemd.
Halvorson heeft ook samengewerkt met John Dieterich van Deerhoof. Halvorson had eerder een aantal van haar teksten uitgevoerd in samenwerking met violiste Jessica Pavone, met wie ze ook duoalbums opnam. Vanaf 2018 was Halvorson docent aan The New School College of Performing Arts.
Halvorson heeft de prijs voor Beste Gitarist gewonnen in de DownBeat International Critics Poll tussen 2017 en 2019. In 2019 ontving ze een MacArthur Fellows Program voor muziek.

## Muzikale stijl
Hoewel Halvorson vaak wordt gecategoriseerd als jazzgitarist, bevat haar muziek elementen uit vele andere genres, zoals flamenco, rock, noise en psychedelica. In een interview met Jazz Times uit 2018 beschreef Halvorson de gitaar als een neutraal vat. Ze zei: ‘Het leuke van de gitaar is dat het niet zozeer wordt geassocieerd met een bepaald genre, het kan klassiek zijn, het kan rock-'n-roll, het kan jazz zijn, het zou folk kunnen zijn'.
In 2012 noemde Troy Collins van All About Jazz Halvorson de meest indrukwekkende gitarist van haar generatie. Jon Garelick van The Phoenix identificeerde Halvorsons zoektocht naar haar eigen geluid als een belangrijk onderdeel van haar succes als muzikant en componist.

## Discografie

### Als leader
| Jaar van opname | Titel                         | Label               | Opmerkingen |
| --------------- | ----------------------------- | ------------------- | --- |
| 2008            | Dragon's Head                 | Firehouse 12        | Trio, met John Hébert (bas), Ches Smith (drums) |
| 2010            | Saturn Sings                  | Firehouse 12        | Kwintet met Jonathan Finlayson, Jon Irabagon, John Hébert en Ches Smith.                                                                                     |
| 2010            | Bending Bridges               | Firehouse 12        | Kwintet met Jonathan Finlayson, Jon Irabagon, John Hébert en Ches Smith.                                                                                     |
| 2013            | Illusionary Sea               | Firehouse 12        | Septet met Jonathan Finlayson, Jon Irabagon, Ingrid Laubrock, Jacob Garchik, John Hébert en Ches Smith.                                                      |
| 2013            | Ghost Loop                    | EMI Records         | Trio met John Hébert en Ches Smith. |
| 2014            | Reverse Blue                  | Relative Pitch      | Kwartet met Chris Speed, Eivind Opsvik, Tomas Fujiwara |
| 2015            | Meltframe                     | Firehouse 12        | Solo covers album. |
| 2016            | Away With You                 | Firehouse 12        | Octet met Jonathan Finlayson, Jon Irabagon, Ingrid Laubrock, Jacob Garchik, Susan Alcorn, John Hébert en Ches Smith.                                         |
| 2018            | Code Girl                     | Firehouse 12        | De meeste nummers kwintet, met Ambrose Akinmusire (trompet), Michael Formanek (bas), Tomas Fujiwara (drums), Amirtha Kidambi (zang)                          |
| 2020            | Code Girl: Artlessly Falling  | Firehouse 12        | De meeste nummers sextet, met Adam O'Farrill (trompet), Michael Formanek (bas), Tomas Fujiwara (drums), Amirtha Kidambi (zang), Maria Grand (tenorsax, zang) |
| 2022            | Amaryllis                     | Nonesuch            | |
| 2022            | Belladonna                    | Nonesuch            | |
| 2024            | Cloudward                     | Nonesuch            | |
| 2025            | John Zorn: Bagatelles, Vol. 1 | Tzadik Records      | met Mary Halvorson Quartet |
| 2025            | Bone Bells                    | Pyroclastic Records | met Sylvie Courvoisier |
| 2025            | About Ghosts                  | Nonesuch            | |

### Geselecteerde samenwerkingen
| Jaar | Artiest                                                  | Titel                                    | Label                  |
| ---- | -------------------------------------------------------- | ---------------------------------------- | ---------------------- |
| 2004 | Trevor Dunn's trio-convulsant                            | Sister Phantom Owl Fish                  | Ipecac                 |
| 2005 | Mary Halvorson & Jessica Pavone                          | Prairies                                 | Lucky Kitchen          |
| 2005 | People (Mary Halvorson, Kevin Shea)                      | People                                   | I & Ear                |
| 2007 | Mary Halvorson & Jessica Pavone                          | On and Off                               | Skirl Records          |
| 2007 | People                                                   | Misbegotten Man                          | I & Ear                |
| 2008 | Mary Halvorson & Weasel Walter                           | Opulence                                 | ugEXPLODE              |
| 2008 | Mary Halvorson, Jessica Pavone, Devin Hoff, Ches Smith   | Calling All Portraits                    | Skycap                 |
| 2009 | Mary Halvorson & Jessica Pavone                          | Thin Air                                 | Thirsty Ear Recordings |
| 2009 | Mary Halvorson, Reuben Radding, Nate Wooley              | Crackleknob                              | Hathut Records         |
| 2009 | Weasel Walter / Mary Halvorson / Peter Evans             | Mystery Meat                             | ugEXPLODE              |
| 2009 | The Thirteenth Assembly (Bynum, Pavone, Fujiwara)        | (un)sentimental                          | Important Records      |
| 2010 | Tom Rainey Trio                                          | Pool School                              | Clean Feed             |
| 2010 | Tomas Fujiwara & The Hook Up                             | Actionspeak                              | 482 Music              |
| 2011 | Weasel Walter / Mary Halvorson / Peter Evans             | Electric Fruit                           | Thirsty Ear            |
| 2011 | Mary Halvorson & Weasel Walter                           | Ominous Telepathic Mayhem                | ugEXPLODE              |
| 2011 | Mary Halvorson & Jessica Pavone                          | Departure of Reason                      | Thirsty Ear            |
| 2011 | The Thirteenth Assembly                                  | Station Direct                           | Important Records      |
| 2012 | Tom Rainey Trio                                          | Camino Cielo Echo                        | Intakt                 |
| 2012 | Weasel Walter / Mary Halvorson / Peter Evans             | Mechanical Malfunction                   | Thirsty Ear            |
| 2012 | AYCH (Jim Hobbs, Mary Halvorson, Taylor Ho Bynum)        | As the Crow Flies                        | Relative Pitch         |
| 2012 | Ergo                                                     | If Not Inertia                           | Cuneiform Records      |
| 2012 | Living by Lanterns                                       | New Myth/Old Science                     | Cuneiform              |
| 2013 | Secret Keeper (Stephan Crump & Mary Halvorson)           | Super Eight                              | Intakt                 |
| 2013 | Kirk Knuffke, Mary Halvorson & Matt Wilson               | Sifter                                   | Relative Pitch         |
| 2013 | Curtis Hasselbring                                       | Number Stations                          | Cuneiform              |
| 2013 | Joy Mega                                                 | Forever Is Something Inside You          | New Atlantis Records   |
| 2014 | Mary Halvorson, Michael Formanek, Tomas Fujiwara         | Thumbscrew                               | Cuneiform              |
| 2014 | People                                                   | 3xaWoman: The Misplaced Files            | Telegraph Harp         |
| 2014 | Illegal Crowns (Halvorson, Fujiwara, Delbecq, Bynum)     | Illegal Crowns                           | Rogue Art              |
| 2015 | Secret Keeper                                            | Emerge                                   | Intakt                 |
| 2015 | Tom Rainey Trio                                          | Hotel Grief                              | Intakt                 |
| 2015 | Tomeka Reid Quartet                                      | Tomeka Reid Quartet                      | Thirsty Ear            |
| 2015 | Marc Ribot                                               | The Young Philadelphians: Live in Tokyo  | Yellowbird             |
| 2016 | Tomas Fujiwara, Ben Goldberg, Mary Halvorson             | The Out Louds                            | Relative Pitch         |
| 2016 | Thumbscrew                                               | Convallaria                              | Cuneiform              |
| 2016 | Mary Halvorson & Noël Akchoté                            | Mary Halvorson and Noël Akchoté          | Noël Akchoté           |
| 2017 | Sylvie Courvoisier & Mary Halvorson                      | Crop Circles                             | Relative Pitch         |
| 2017 | Elliott Sharp met Marc Ribot, Mary Halvorson             | Err Guitar                               | Intakt                 |
| 2017 | Mary Halvorson Quartet plays John Zorn's Masada Book Two | Book of Angels, Vol. 32 - Paimon         | Tzadik Records         |
| 2018 | Thumbscrew                                               | Theirs                                   | Cuneiform              |
| 2018 | Thumbscrew                                               | Ours                                     | Cuneiform              |
| 2018 | Mary Halvorson & Bill Frisell                            | The Maid With the Flaxen Hair            | Tzadik                 |
| 2018 | Robbie Lee & Mary Halvorson                              | Seed Triangular                          | New Amsterdam          |
| 2018 | Ingrid Laubrock                                          | Contemporary Chaos Practices             | Intakt                 |
| 2018 | Joe Morris & Mary Halvorson                              | Traversing Orbits                        | Rogue Art              |
| 2018 | Various Artists                                          | A Day in the Life: Impressions of Pepper | Impulse Records        |
| 2019 | Tom Rainey Trio                                          | Combobulated                             | Intakt                 |
| 2019 | Mary Halvorson / John Dieterich                          | a tangle of stars                        | New Amsterdam          |
| 2019 | Michael Formanek Very Practical Trio                     | Even Better                              | Intakt                 |
| 2020 | Thumbscrew                                               | The Anthony Braxton Project              | Cuneiform              |

- Bibsys: 13057833
- Bibliothèque nationale de France: cb159626463 (data)
- Gemeinsame Normdatei: 1069293369
- International Standard Name Identifier: 0000 0000 7851 5179
- Library of Congress Control Number: no2009074203
- MusicBrainz: 5b79b380-0167-4f6e-b707-28c065053353
- Istituto Centrale per il Catalogo Unico: UM1V036402
- Système universitaire de documentation: 142966576
- Virtual International Authority File: 79222403
- WorldCat: E39PBJj8JVg36XK8YVYFWryGHC